# Edward M. McCreight
Pour les articles homonymes, voir McCreight.
Edward Meyers McCreight est un informaticien américain, surtout connu comme créateur, avec Rudolf Bayer, des arbres B et de son algorithme de construction des arbres des suffixes.  

## Biographie
Il commence ses études supérieures au réputé College of Wooster (en), puis étudie à l'université Carnegie-Mellon où il obtient un doctorat Ph. D. sous la direction de Albert R. Meyer en 1969. 
C'est quand il travaille chez Boeing qu'Edward McCreight invente, avec Rudolf Bayer,  les arbres B. 
Chez Xerox Alto, il  collabore à la conception de l'ordinateur personnel Alto et, avec Severo Ornstein, codirige la conception et la construction de l'ordinateur Dorado.   Il a aussi travaillé chez Adobe Systems.
McCreight a été professeur invité à l'université de Washington, à l'université Stanford, à l'université technique de Munich et à l'école polytechnique fédérale de Zurich

## Algorithmique
- Il est l'inventeur, avec Rudolf Bayer, des arbres B, une structure d'arbres équilibrés. Il a proposé d'autres structures de données, les arbres B*, les priority search trees, et des structures pour la recherche rapide dans des listes linéaires.
- Il a développé un algorithme de construction des  arbres des suffixes qui améliore l'algorithme précédent de Weiner. Maintenant, on utilise plutôt les algorithmes d'Ukkonen et de Farach.

## Publications (sélection)
- Rudolf Bayer et Edward M. McCreight, « Organization and maintenance of large ordered indexes », Acta Informatica, vol. 1, no 3,‎ 1972, p. 173–189
- Edward M. McCreight, « A Space-Economical Suffix Tree Construction Algorithm », Journal of the ACM, vol. 23, no 2,‎ 1976, p. 262–272 (DOI 10.1145/321941.321946).
- Charles P. Thacker, Edward M. McCreight, Butler W. Lampson, Robert F. Sproull et David R. Boggs, « Alto: a personal computer », Computer Structures: Principles and Examples,‎ 1982, p. 549–572 (lire en ligne)
- Edward M. McCreight, « Priority Search Trees », SIAM J. Comput., vol. 14, no 2,‎ 1985, p. 257-276 (DOI 10.1137/0214021).